# Vault 7
Vault 7 és el nom amb què es coneixen una sèrie de documents que Wikileaks va començar a llançar el 7 de març de 2017 on es detallen activitats de l'Agència Central d'Intel·ligència dels Estats Units (CIA) per exercir vigilància massiva electrònica i guerra informàtica. Segons Julian Assange, fundador de Wikileaks, Vault 7 és la publicació més extensa d'arxius espia dels Estats Units que s'ha publicat mai. Els arxius, datats entre 2013 i 2016, inclouen detalls sobre les prestacions de programari de l'agència, com la capacitat de piratejar televisors intel·ligents, telèfons intel·ligents, incloent iPhones i telèfons amb Android, així com sistemes operatius Windows, macOS i Linux.

## Publicació
La primera tongada de documents va consistir en l'alliberament de 7.818 pàgines web amb 943 fitxers adjunts, suposadament provinents del Centre de ciberintel·ligència. Es tractaria d'un volum d'informació superior a les revelacions sobre la xarxa de vigilància mundial d'Edward Snowden. Wikileaks no va esmentar la seva font, tot i que va dir que els arxius havien «circulat entre exhackers del govern nord-americà i contractistes de manera no autoritzada». Segons Wikileaks, la font «desitja iniciar un debat públic sobre la seguretat, la creació, l'ús, la proliferació i el control democràtic de ciberarmes» per qüestionar el rol de la CIA i una possible extra-limitació de les seves responsabilitats.
Segons els documents, la CIA va perdre en un moment donat el control de la majoria del seu arsenal de hackeig, incloent-hi programari maliciós, virus, troians, atacs de dia zero armats, sistemes de control remot i documentació associada. Aquesta col·lecció dona al posseïdor la mateixa capacitat de hackeig que la CIA.

## Autenticitat
Encara que els documents semblen ser autèntics, quan se'ls va preguntar sobre la seva autenticitat, el portaveu de la CIA va respondre que l'organització «no comenta sobre l'autenticitat o el contingut de suposats documents d'intel·ligència». Segons l'ex-empleat de la NSA Edward Snowden, els documents «semblen autèntics».

## Organització de la guerra cibernètica nord-americana
Wikileaks va dir que els documents provenen d'«una xarxa aïllada i d'alta seguretat situada dins del Centre de Ciberinteligencia de la CIA a Langley (Virgínia)». Segons els informes, el CCI té una unitat completa dedicada als productes d'Apple. Segons els informes, Estats Units utilitza el seu consolat a Frankfurt del Main com a base per a les operacions cibernètiques, i els agents de la CIA poden eludir els procediments duaners habituals per obtenir accés a Alemanya mitjançant la consulta tècnica del lloc web.

## Umbrage
Segons els informes, els documents van revelar que l'agència havia reunit una gran col·lecció de tècniques de ciberatac i programari maliciós produïts per altres països, amb Wikileaks citant específicament a Rússia, a la qual es refereix col·lectivament com a «Umbrage» (ressentiment). Segons Wikileaks, aquestes tècniques i el programari s'utilitzen per confondre als investigadors forenses emmascarant l'origen dels ciberatacs de l'agència, aconseguint suposadament que l'agència disfressi els seus propis atacs cibernètics com a obra d'altres grups.

## Tecnologia i programari suposadament compromesos

### Telèfons intel·ligents
Les eines electròniques podrien comprometre l'iPhone d'Apple i els sistemes operatius Android de Google. En agregar programari maliciós al sistema operatiu Android, l'agència podria tenir accés a comunicacions segures realitzades en un dispositiu.
Apple va dir que «molts dels problemes que es van filtrar avui ja estaven arreglats en l'últim iOS», i que la companyia «continuarà tractant qualsevol vulnerabilitat identificada».

### Serveis de missatgeria
Segons Wikileaks, tant bon punt es penetra un telèfon Android, l'agència pot recopilar «tràfic d'àudio i missatges abans que s'apliqui el xifrat». Segons les al·legacions, alguns dels programes de l'agència poden accedir als missatges enviats pels serveis de missatgeria instantània. Aquest mètode d'accés als missatges és diferent, ja que accedeix a la informació abans que es xifri o s'encripti.

### Sistemes de control de vehicles
Un altre document suposadament va mostrar que la CIA estava investigant formes d'infectar sistemes de control de vehicles. Wikileaks va afirmar que tal capacitat «permetria a la CIA participar en assassinats gairebé indetectables», tot i que actualment no hi ha prova que suggereixi que la CIA tingui aquesta capacitat. Aquesta teoria va posar de nou d'actualitat la controvertida mort del periodista Michael Hastings.

### Weeping Angel
Una de les suites de programari, que suposadament porta el nom codi «Weeping Angel» («àngel plorós»), es diu que és capaç d'usar les televisions intel·ligents de Samsung com a dispositius d'escolta encoberts. Si és cert, això permetria que una televisió intel·ligent infectada s'utilitzi «com un dispositiu d'escolta, gravant converses a la sala i enviant-les per Internet a un servidor secret de CIA», encara que aquest sembli que està apagat.

### Windows
Els documents també es refereixen a la vulnerabilitat de «Windows FAX DLL injection» en els sistemes operatius Windows XP, Windows Vista i Windows 7.